# Tsvetelina Zarkova
Tsvetelina Zarkova est une ancienne joueuse bulgare de volley-ball née le 18 décembre 1986 à Pernik. Elle mesure 1,87 m et jouait au poste de centrale.

## Clubs
| Club                    | De        | À         |
| ----------------------- | --------- | --------- |
| Akademik Sofia          | 2002-2003 | 2002-2003 |
| Levski Siconco Sofia    | 2003-2004 | 2003-2004 |
| Rote Raben Vilsbiburg   | 2005-2006 | 2008-2009 |
| Lokomotiv Bakou         | 2009-2010 | 2009-2010 |
| Samorodok Khabarovsk    | 2010-2011 | 2010-2011 |
| CV 2004 Tomis Constanţa | 2011-2012 | 2011-2012 |
| VK AGEL Prostějov       | 2012-2013 | 2012-2013 |
| CS Dinamo Bucureşti     | 2013-2014 | 2013-2014 |
| CS Volei Alba-Blaj      | 2014-2015 | 2014-2015 |
| CS Știința Bacău        | 2016-2017 | 2016-2017 |
| SKV Beroe Stara Zagora  | 2017-2018 | 2017-2018 |

## Palmarès

### Équipe nationale
- Ligue européenne
  - Finaliste : 2012.

### Clubs
- Championnat d'Allemagne
  - Vainqueur : 2008.
- Coupe d'Allemagne
  - Vainqueur : 2009.
- Championnat de Roumanie
  - Vainqueur : 2012, 2015.
  - Finaliste : 2014.
- Coupe de Roumanie
  - Finaliste : 2014.
- Championnat de République tchèque
  - Vainqueur : 2013.
- Coupe de République tchèque
  - Vainqueur : 2013.